# Брда (Радовљица)
Брда (словен. Brda) је насељено место у општини Радовљица, Горењска регија, Словенија.

## Историја
До територијалне реорганизације у Словенији била су у саставу старе општине Радовљица.

## Становништво
У попису становништва из 2011. године, Брда су имала 47 становника.
| Број становника према пописима | Број становника према пописима | Број становника према пописима |
| ------------------------------ | ------------------------------ | ------------------------------ |
| 1991                           | 2002                           | 2011                           |
| 43                             | 44                             | 47                             |